# Arcidiecéze São Paulo
Arcidiecéze São Paulo (lat. Archidioecesis Sancti Pauli in Brasilia) je římskokatolická arcidiecéze v Brazílii se sídlem v São Paulu a zahrnuje centrální teritorium tohoto města. Biskupským sídelním kostelem je Nanebevzetí P. Marie a sv. Pavla.

## Stručná historie
Diecéze São Paulo byla zřízena v roce 1745, kdy bylo její teritorium vyčleněno z diecéze Rio de Janeiro. Původně byla diecéze sufragánní vůči arcidiecézi São Salvador da Bahia, od roku 1892 vůči arcidiecézi Rio de Janeiro. Roku 1908 byla povýšena na metropolitní arcidiecézi.

## Církevní provincie São Paulo
Arcidiecéze je centrem rozsáhlé církevní provincie, kterou tvoří tyto diecéze:
- Arcidiecéze São Paulo
  - Diecéze Campo Limpo
  - Diecéze Caraguatatuba
  - Diecéze Guarulhos
  - Diecéze Mogi das Cruzes
  - Maronitská eparchie Panny Marie Libanonské v São Paulo (Maronitská katolická církev)
  - Melchitská eparchie Panny Marie Rajské v São Paulu (Melchitská řeckokatolická církev)
  - Diecéze Osasco
  - Diecéze Santo Amaro
  - Diecéze Santo André
  - Diecéze Santos
  - Diecéze São Miguel Paulista.

Církevní provincie je součástí brazilské Církevní oblasti Jih 1.